# Ilfracombe (Queensland)
Ilfracombe is een plaats in de Australische deelstaat Queensland en telt 269 inwoners (2006).